# 서울대길초등학교
서울대길초등학교(서울大吉初等學校)는 대한민국 서울특별시 영등포구에 있는 공립 초등학교이다.

## 학교 연혁
- 1983. 9. 14 개교(22학급 편성)
- 1985. 2. 28 제1회 졸업 (312명)
- 1998. 1. 23 신관 12개 교실 증축
- 2002. 3. 1 서울특별시교육청 영어교육선도학교 지정
- 2005. 2. 17 동작교육청 서울보라매초등학교로 학생 분리
- 2005. 11. 28 도서실 리모델링「꿈의 샘터」개관
- 2005. 12. 29 학교교육과정 운영 우수학교 교육감 표창
- 2006. 3. 1 제8대 이인희 교장 부임
- 2007. 2. 12 학교평가 우수학교 교육감 표창
- 2008. 3. 22 냉난방기 교체공사
- 2008. 4. 14 특수학급 신설, 영어도서실 공사, 교실바닥 교체
- 2008. 10. 05 교실 교사 OA가구 설치
- 2009. 3. 1 40(1)학급 편성
- 2009. 3. 1 제 9대 채현주 교장 취임
- 2009. 8. 31 바닥공사, 조명개선공사, 복도공사 사물함교체
- 2009. 12. 16 독서통장제도 및 학부모문자발송서비스 실시
- 2010. 3. 1 40학급 편성
- 2010. 5. 3 학습자료지원실 개원, 놀이기구 교체2010. 3. 3탁상용달력, 친환경 급식, 산책로 정비 및 조경산업(느티나무)
- 2010. 8. 24 중앙현관 리모델링 및 미니정원 설치, 장미아치출입문
- 2010. 9. 3 영어한마디부착, 세면대보수 및 신설, 출입구 미끄럼방지시설
- 2010. 12 대형오븐기 설치, 급식실 캐노피 공사, 후문교체
- 2011. 3. 2 시업식(38(1)학급 편성)
- 2011. 12. 13 장애인 경사로 설치2011.08.16교실 롤블라인드 설치
- 2011. 12. 19 운동장 놀이 시설(철봉, 정글짐) 설치
- 2012. 2. 16 중연창 교체
- 2012. 2. 17 제28회 졸업식(남 85명, 여 85명, 계 170명, 총 졸업생수 9112명)
- 2012. 3. 2 시업식(37(1)학급 편성)
- 2012. 4. 16 장애우 경사로 및 돌봄교실 개원
- 2012. 8. 30 내진 설계 및 외장 도벽 공사
- 2012. 9. 20 wee 클래스 및 다목적문화실 개원
- 2015. 2. 13 제31회 졸업식( 134명 졸업)
- 2016. 11. 25 남부
- 2023. 9. 14 개교 40주년

## 참고자료
- 서울대길초등학교 - 한국교육학술정보원 학교알리미